# Su Yiming
Su Yiming (chiń. 苏翊鸣, ur. 18 lutego 2004 w Jilin) – chiński snowboardzista, złoty medalista olimpijski.

## Kariera
Po raz pierwszy na arenie międzynarodowej pojawił się 30 stycznia 2019 roku w Pjongczangu, gdzie w zawodach FIS zwyciężył w big air. W 2019 roku wystartował na mistrzostwach świata juniorów w Kläppen, zajmując 23. miejsce w big air i 47. miejsce w slopestyle'u.
W Pucharze Świata zadebiutował 14 grudnia 2019 roku w Pekinie, gdzie zajął jedenaste miejsce w big air. Tym samym już w swoim debiucie wywalczył pierwsze pucharowe punkty. Na podium zawodów pucharowych po raz pierwszy stanął 4 grudnia 2021 roku w Steamboat Springs, wygrywając rywalizację w tej samej konkurencji. W zawodach tych wyprzedził Austriaka Clemensa Millauera i Monsa Røislanda z Norwegii.
Podczas rozgrywanych w 2022 roku igrzysk olimpijskich w Pekinie wywalczył srebrny medal w slopestyle'u. Rozdzielił tam na podium dwóch Kanadyjczyków: Maxence'a Parrota i Marka McMorrisa.

## Osiągnięcia

### Igrzyska olimpijskie
| Miejsce | Dzień     | Rok  | Miejscowość | Konkurencja | Zwycięzca      |
| ------- | --------- | ---- | ----------- | ----------- | -------------- |
| 2.      | 7 lutego  | 2022 | Pekin       | Slopestyle  | Maxence Parrot |
| 1.      | 15 lutego | 2022 | Pekin       | Big Air     | -              |

### Puchar Świata

#### Miejsca w klasyfikacji generalnej
- sezon 2019/2020: 97.
- sezon 2021/2022:

#### Miejsca na podium zawodów PŚ chronologicznie
1. Steamboat Springs – 4 grudnia 2021 (Big Air) - 1. miejsce